# Henry G. Davis

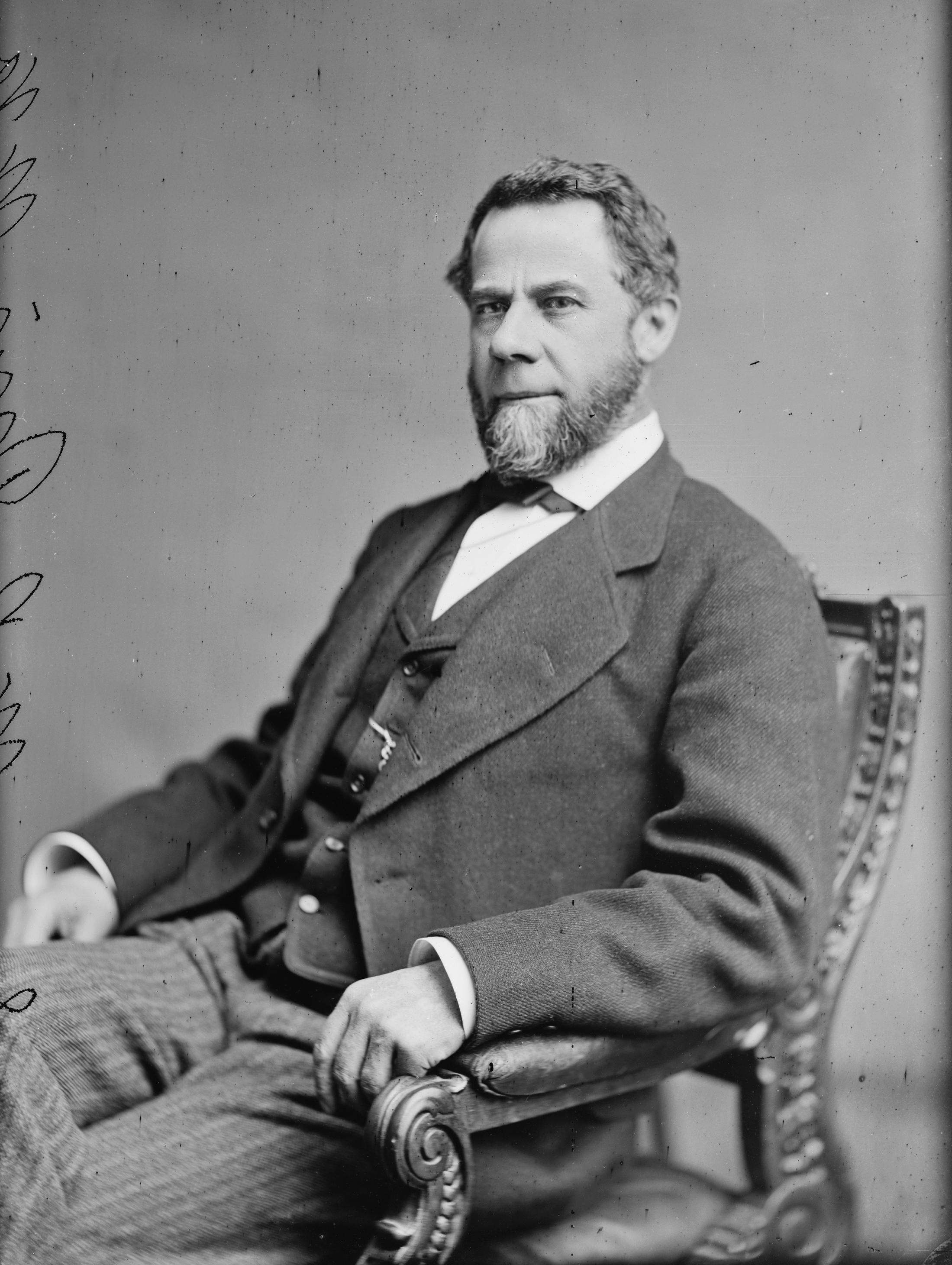
Henry G. Davis

Henry Gassaway Davis (* 16. November 1823 bei Woodstock, Howard County, Maryland; † 11. März 1916 in Washington D.C.) war ein US-amerikanischer Unternehmer und Politiker, der den Bundesstaat West Virginia im US-Senat vertrat. Bei der Präsidentschaftswahl 1904 war er der demokratische Kandidat für das Amt des Vizepräsidenten.

## Wirtschaftlicher Aufstieg
Bis zum Jahr 1843 arbeitete Henry Davis auf einer Farm, ehe er bei der Baltimore and Ohio Railroad eine Beschäftigung als Bremser und Schaffner fand. Später übertrug ihm die Gesellschaft die Leitung des Bahnhofs in Piedmont in West Virginia; dort betätigte er sich geschäftlich auch im Bergbau und im Bankgewerbe. 1865 begann mit der Wahl ins Abgeordnetenhaus von West Virginia seine politische Laufbahn.
Im Jahr darauf rief Davis mit der Potomac and Piedmont Coal and Railway Company eine Eisenbahngesellschaft ins Leben, die mit dem Transport von Kohle und Holz vor allem seinen eigenen Geschäftsinteressen diente. Dem Unternehmen wurde die Erstellung von Bahntrassen im Mineral, Grant, Tucker und Randolph County genehmigt.

## Politiker und Unternehmer
Davis trieb in der Folgezeit seine politische Karriere voran. So wurde er 1869 Staatssenator in West Virginia, zwei Jahre später dann schließlich US-Senator. In Washington verbrachte er zwei volle Amtsperioden, ehe er 1882 auf eine weitere Kandidatur verzichtete. Während seiner Zeit im Kongress führte er unter anderem den Vorsitz im Committee on Appropriations.
Nach dem Ausscheiden aus dem Senat kehrte Davis nach West Virginia zurück, wo er in Elkins wieder im Bankgewerbe und im Bergbau aktiv wurde. Sein Unternehmen verfügte über eine Gesamtfläche von 550 Quadratkilometern Land, beschäftigte 1600 Arbeiter aus 16 Ländern, betrieb zwei Kraftwerke und neun Bergwerke. Im Jahr 1892 zählte die Davis Coal and Coke Company, die Davis mit seinem Schwiegersohn, dem US-Senator Stephen Benton Elkins, führte, zu
den größten Kohleunternehmen der Welt.
1889 nahm Henry Davis als US-Delegierter an der ersten panamerikanischen Konferenz und 1901 an der zweiten panamerikanischen Konferenz teil. Schließlich wurde er im Jahr 1904 zum demokratischen Kandidaten für das Amt des Vizepräsidenten an der Seite von Alton B. Parker gewählt. Beide hatten jedoch keine Chance gegen den republikanischen Amtsinhaber Theodore Roosevelt und seinen Running Mate Charles W. Fairbanks. Mit 80 Jahren ist Davis noch heute der älteste Vizepräsidentschaftsanwärter, der jemals von einer der beiden großen Parteien aufgestellt wurde.
In seinen letzten Lebensjahren fungierte Davis als Vorsitzender des Pan American Railway Committee. Überdies stellte er einen Teil seines Grundbesitzes in Elkins zur Verfügung, um dort das nach ihm und seinem Schwiegersohn benannte Davis and Elkins College errichten zu lassen. Er starb 1916 in Washington. Sein jüngerer Bruder Thomas war ebenfalls Politiker und saß von 1905 bis 1907 für West Virginia im US-Repräsentantenhaus.